# دره هنزه
دره هنزه (به انگلیسی: Hunza Valley) یک دره کوهستانی در پاکستان است که در گلگت-بلتستان واقع شده‌است.
دره هنزه در شمالی‌ترین نقطه پاکستان و مجاورت دالان واخان در مرز آن کشور با افغانستان و سین‌کیانگ چین واقع شده‌است.

## نگارخانه

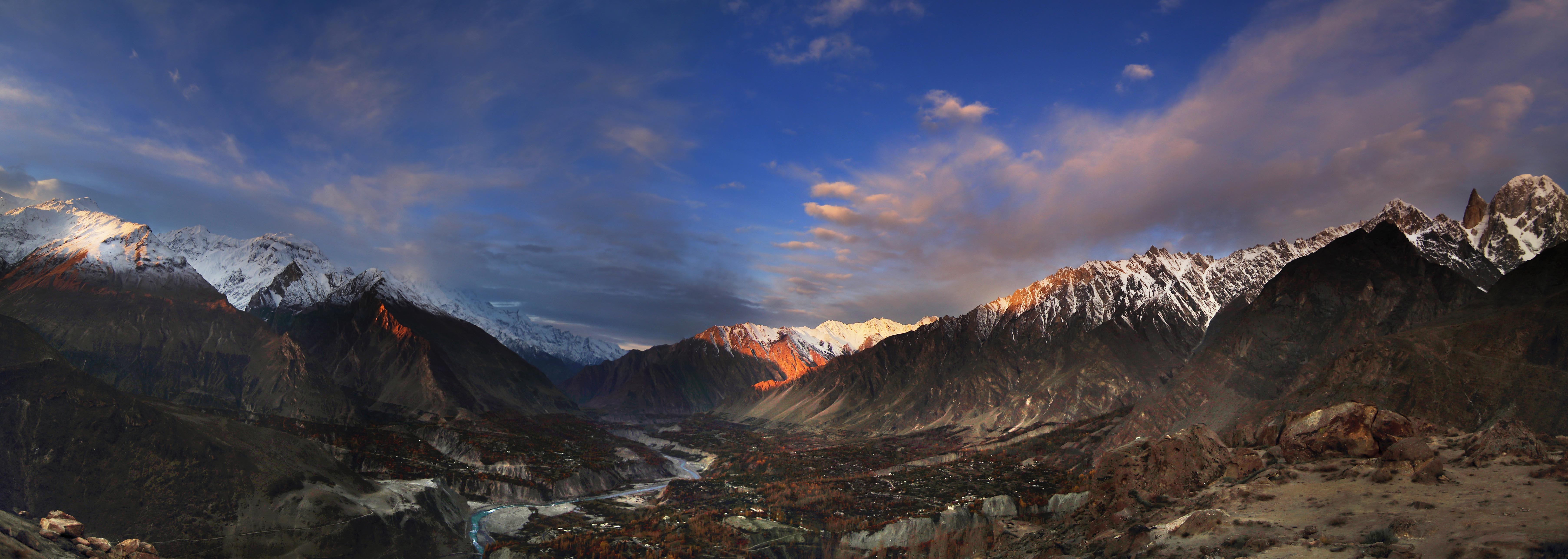
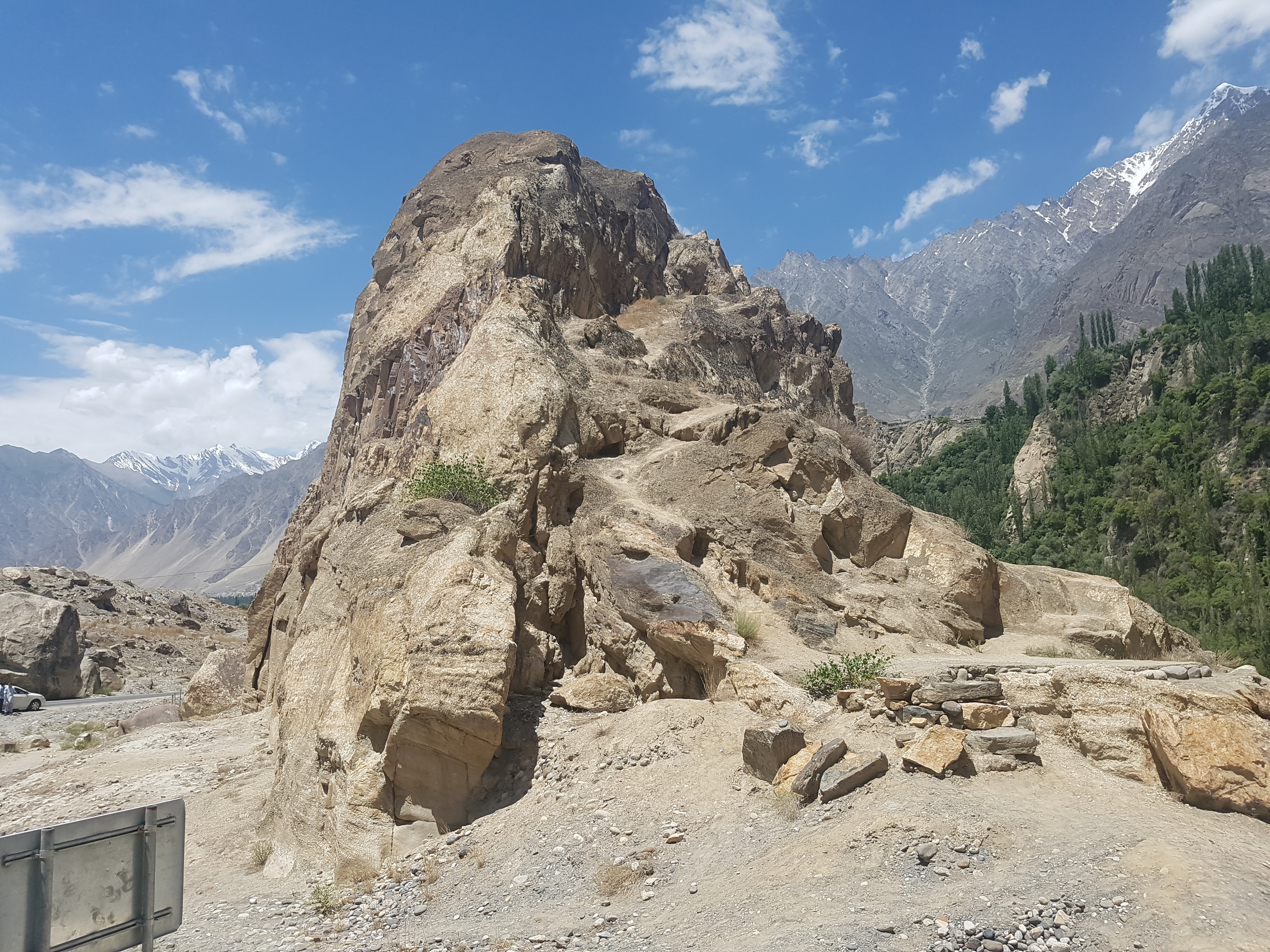
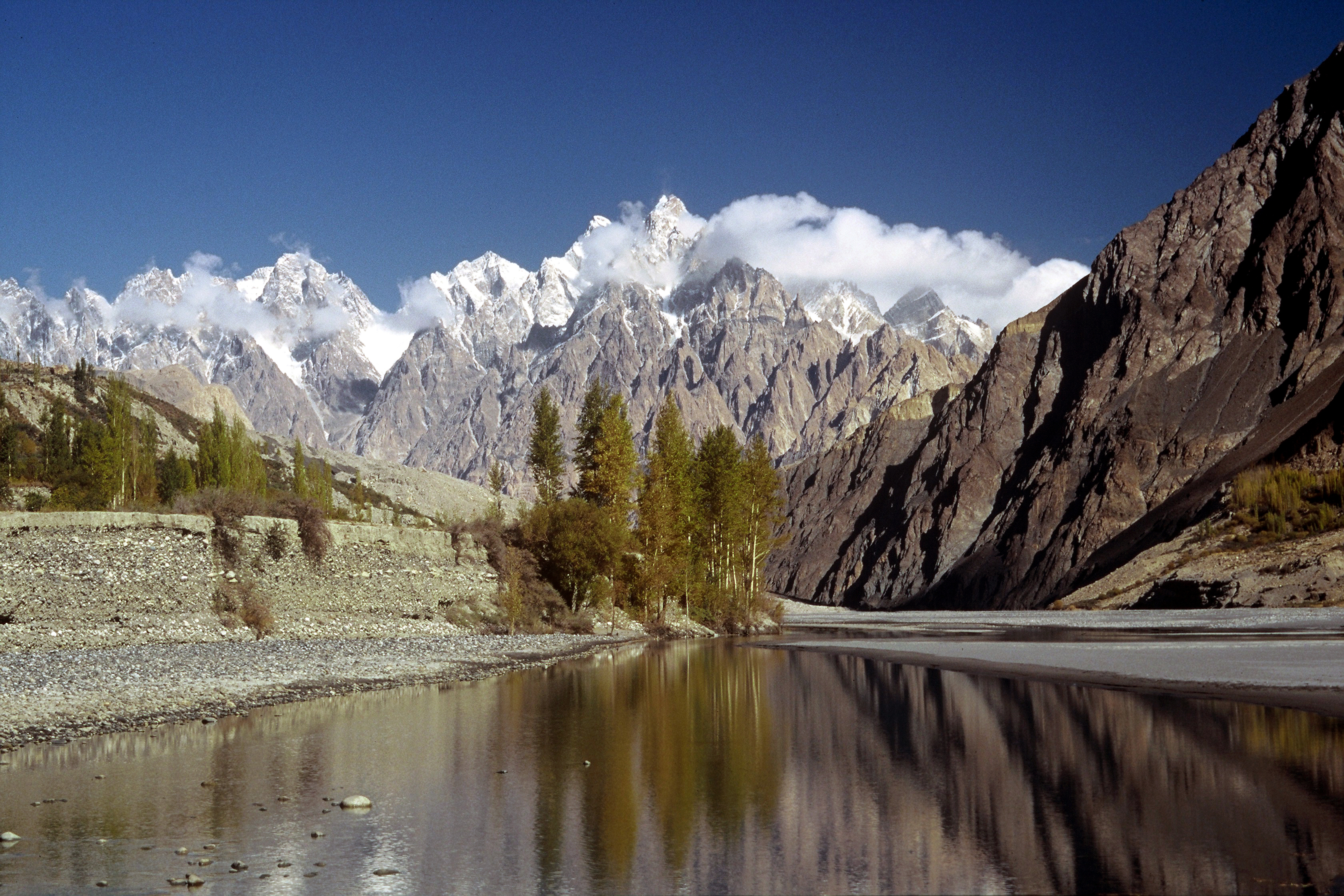
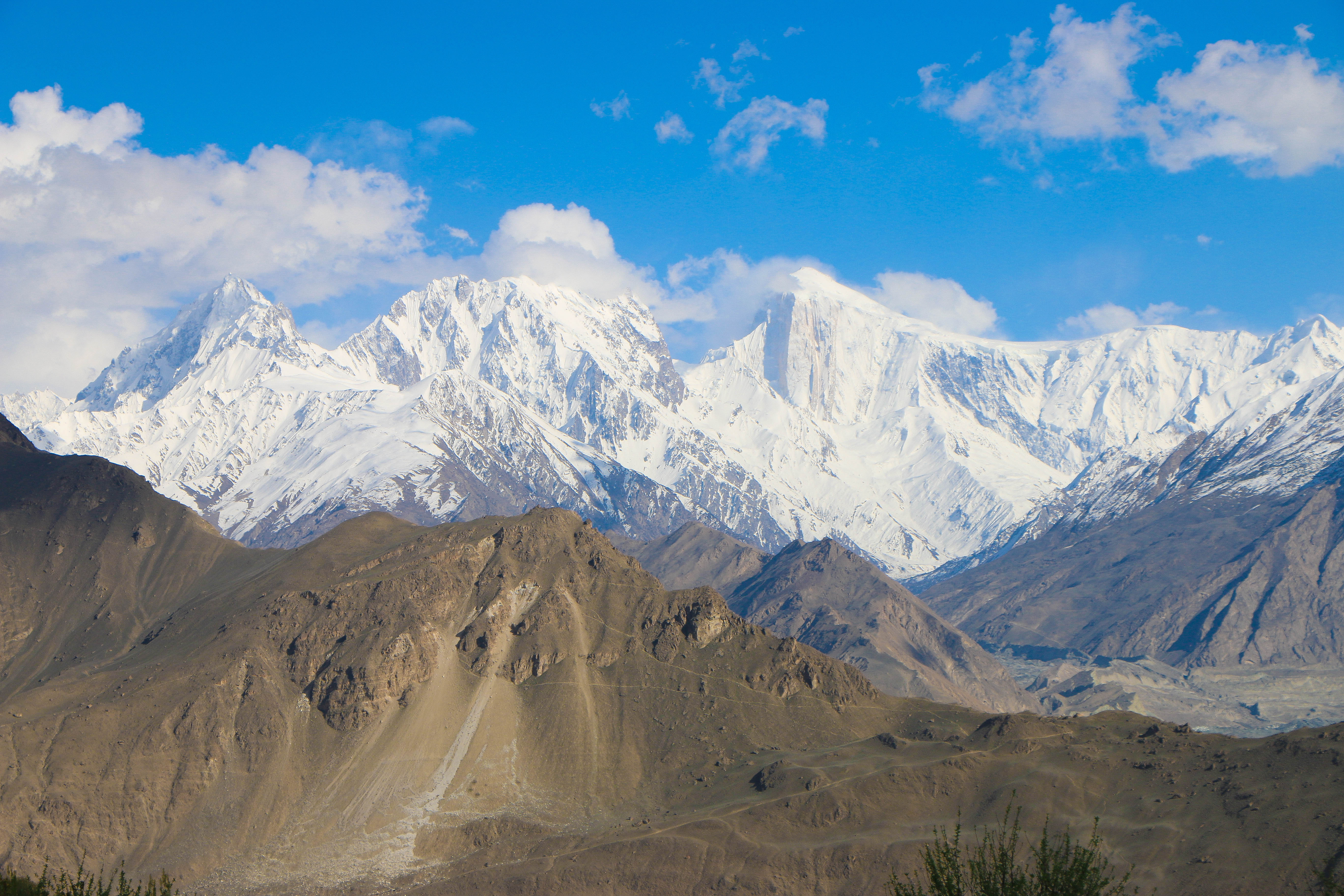
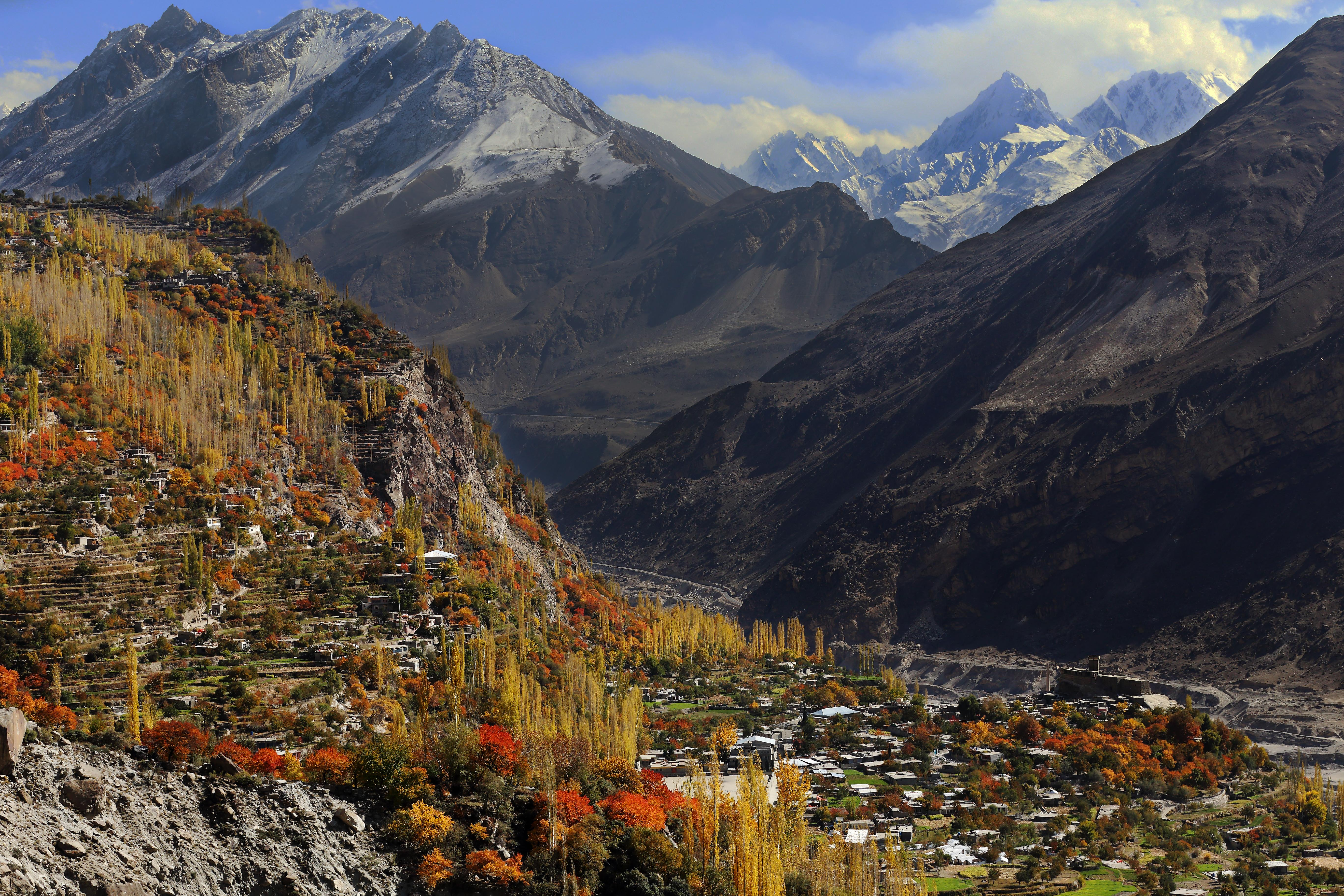
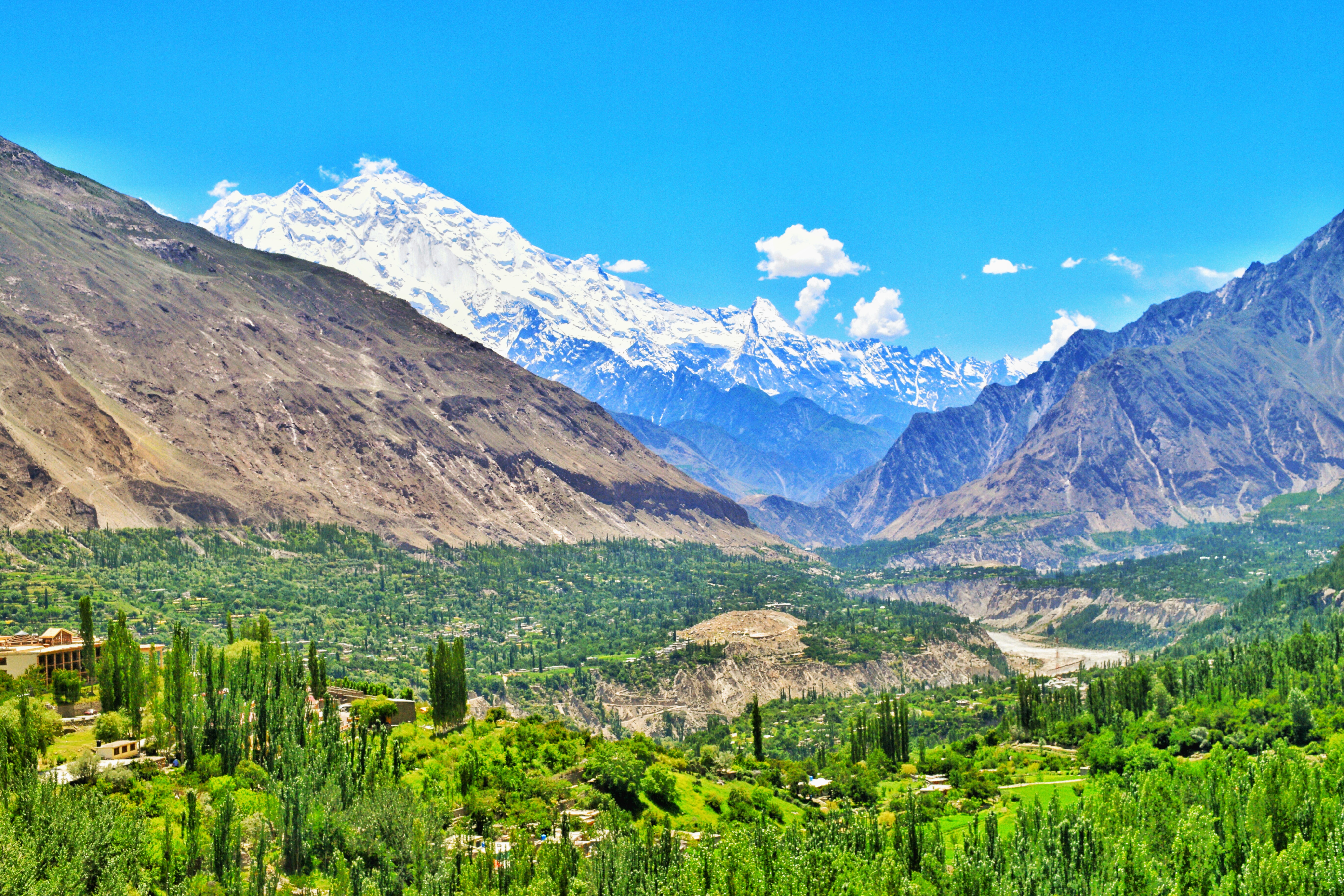
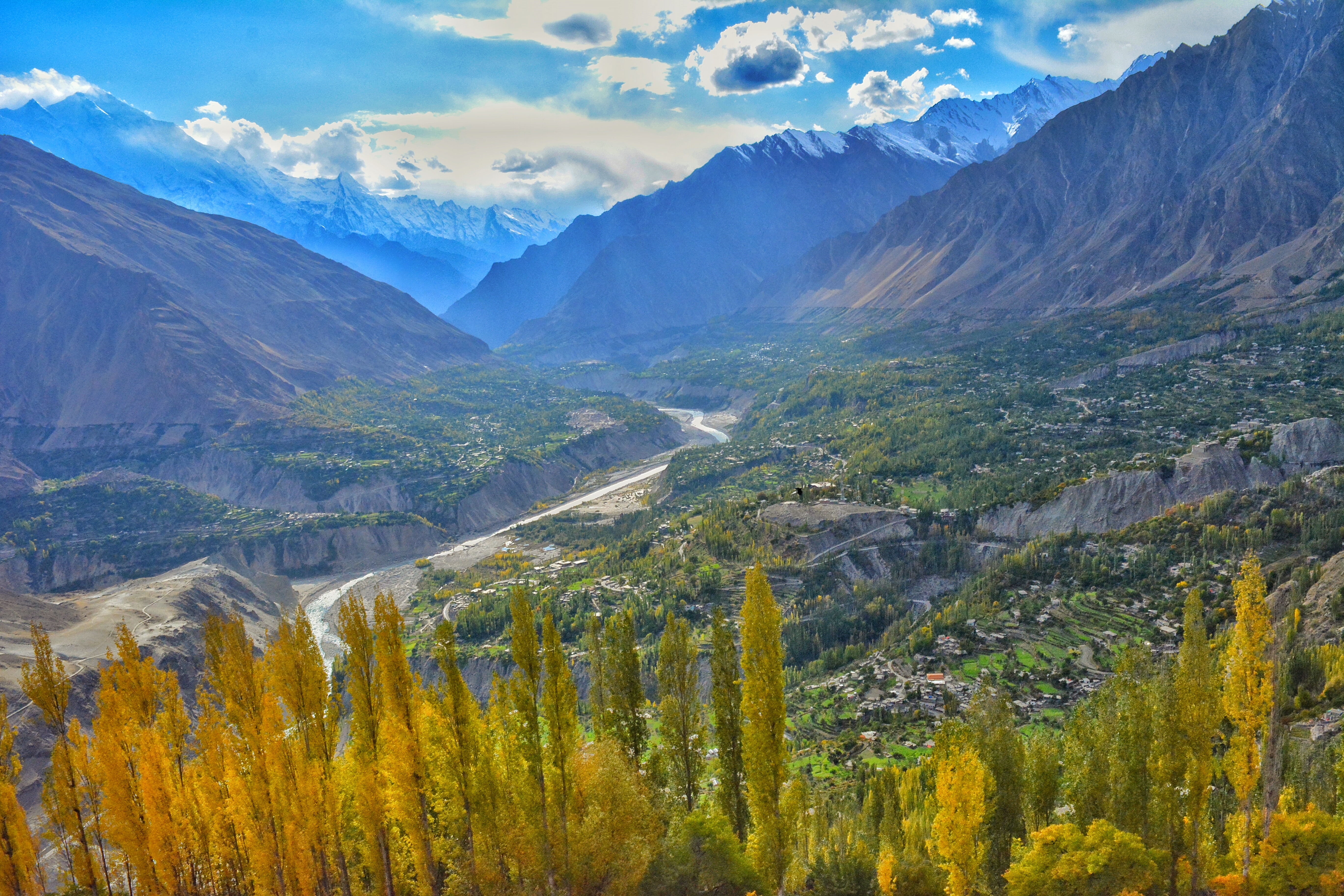
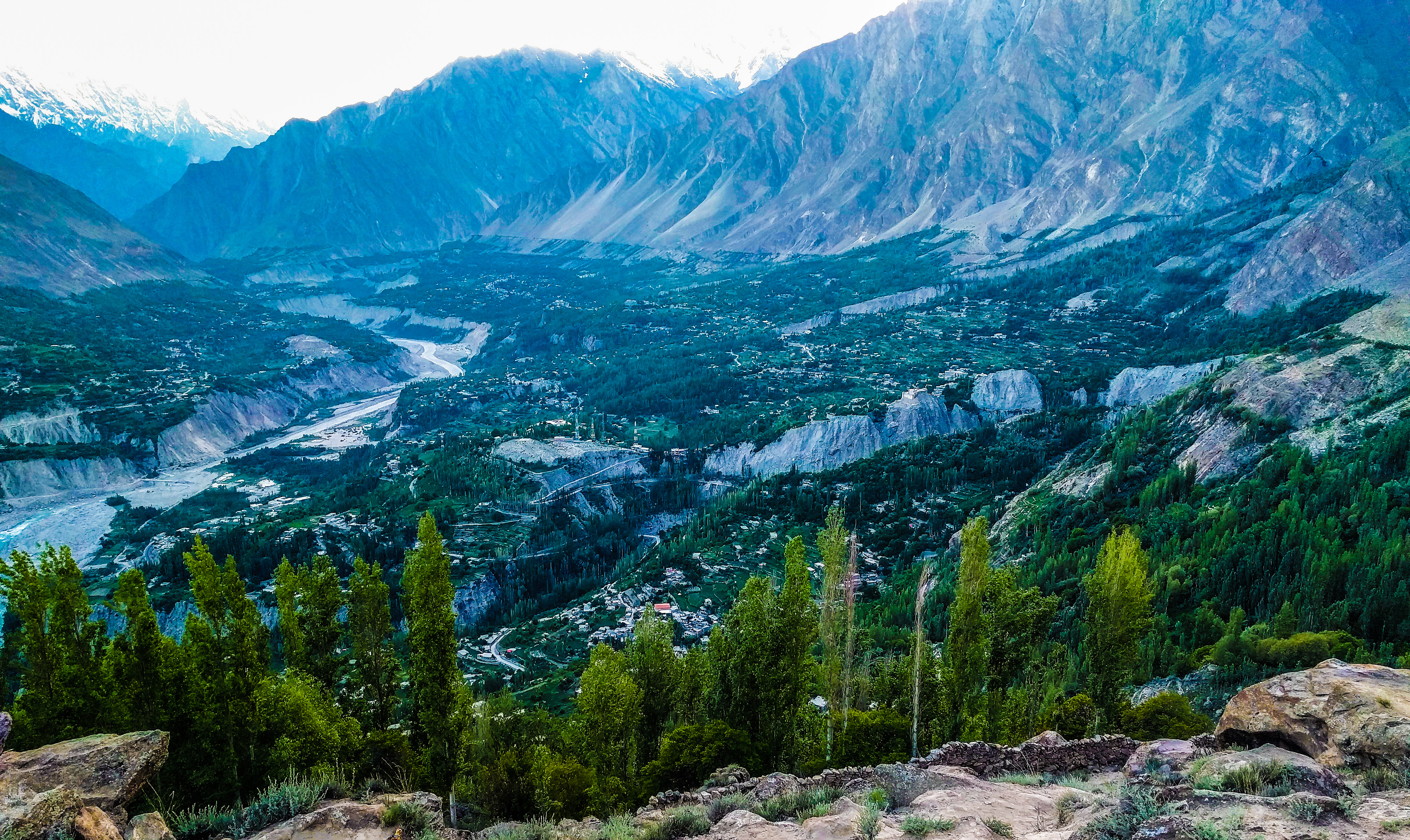
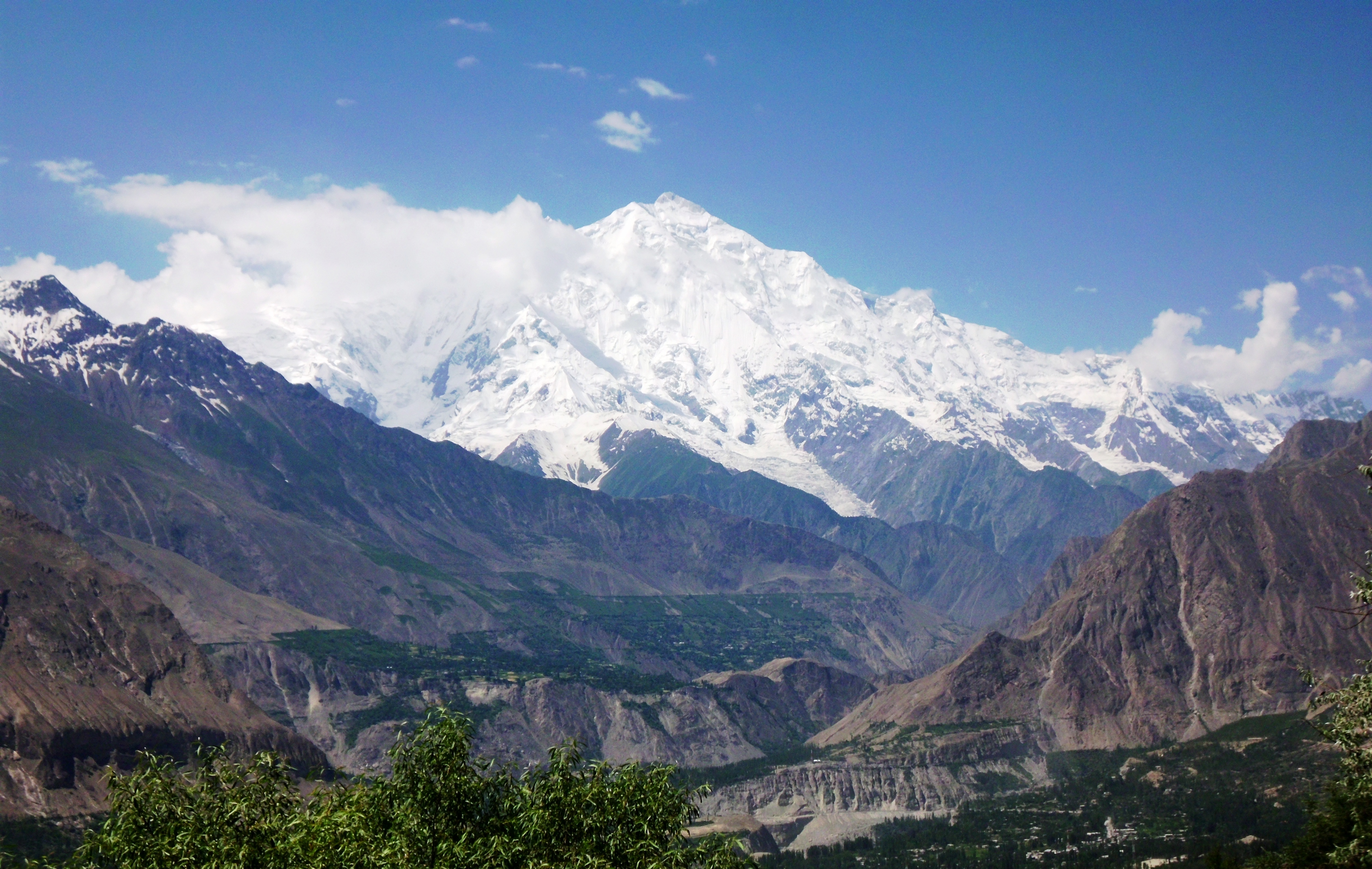
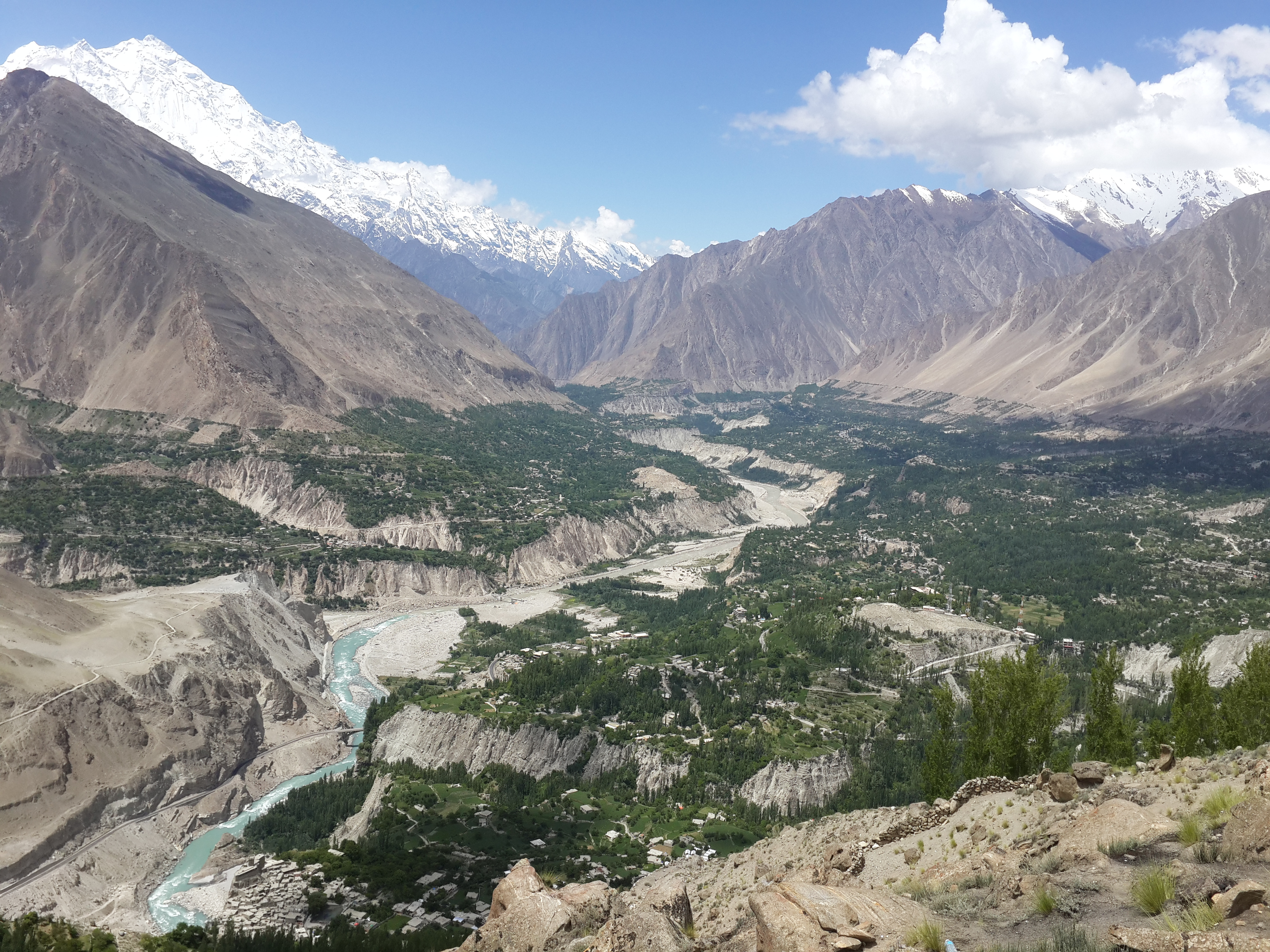
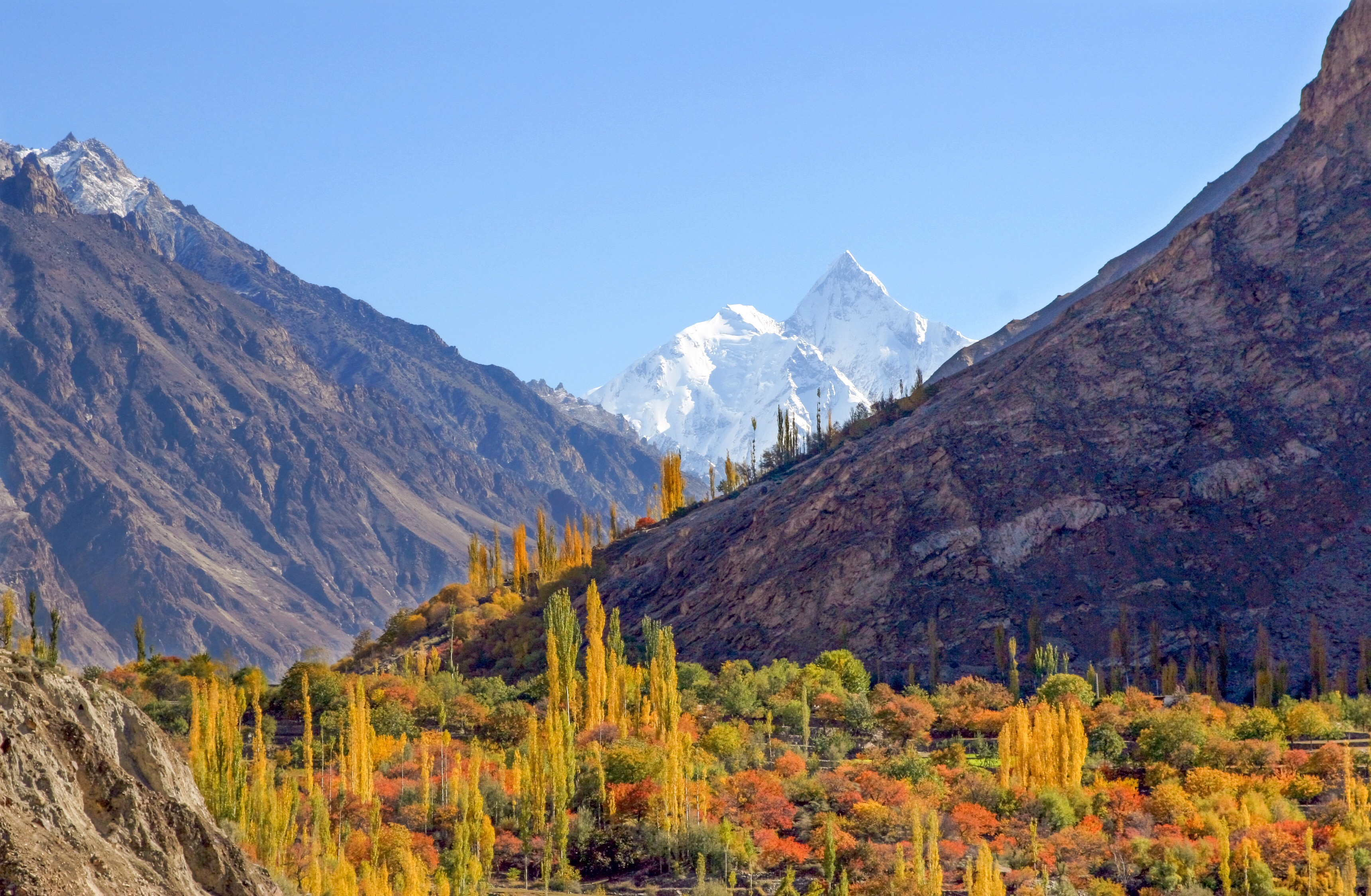
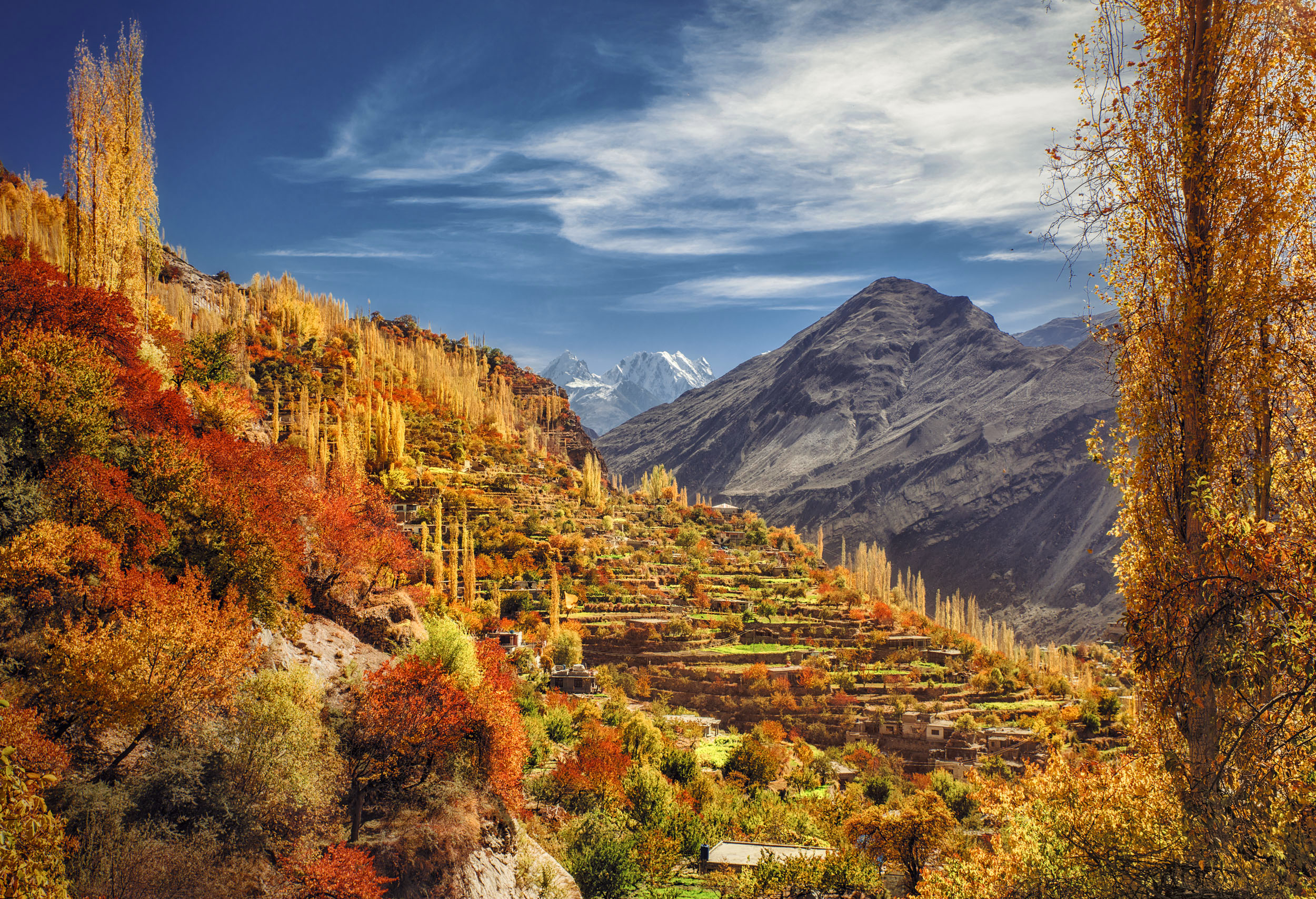